# Matsumurella curticauda
Matsumurella curticauda är en insektsart som beskrevs av Anufriev 1971. Matsumurella curticauda ingår i släktet Matsumurella och familjen dvärgstritar. Inga underarter finns listade i Catalogue of Life.